# Шпага (линейный корабль)
«Шпага», или «Деген», — 60-пушечный парусный линейный корабль Азовского флота России, спущенный на воду в 1709 году на верфи Воронежского адмиралтейства. Строился под руководством корабельного мастера Осипа Ная. 
Девиз корабля: «Покажи мне суть лаврового венца».

## История
Корабль был заложен в 1700 году на Воронежской верфи, спущен на воду в 1709 году. В том же году перешёл из Воронежа в Азов. 
К началу кампании 1711 года корабль оказался не подготовлен. При подписании Прутского мирного договора в намерения Петра I входил вывод «Шпаги» в числе нескольких других кораблей через пролив Дарданеллы в Средиземное и далее в Балтийское моря, однако турки отказались пропустить русские корабли через проливы. При передаче Азова туркам корабль был сожжён за негодностью.